# Вітольд Ротер
Вітольд Ротер (нім. Witold Rother; 24 травня 1888, Ландсберг-ан-дер-Варте — 27 жовтня 1962, Гамельн) — німецький військовий діяч, віце-адмірал крігсмаріне (1 листопада 1939). Кавалер Німецького хреста в сріблі.

## Біографія
1 квітня 1905 року вступив на флот кадетом. Пройшов підготовку на навчальному кораблі «Штайн» і у військово-морському училищі. Служив на лінійних кораблях «Гессен» і «Нассау», в 1910 році — на міноносцях. Учасник Першої світової війни, командував міноносцем Т-79 (4 вересня 1914 — 30 вересня 1916), 2-ю півфлотилією тральщиків (1 жовтня 1916 — 31 січня 1919).
Після закінчення війни залишений на флоті. З 1 лютого 1919 року командував 11-ю півфлотилією, з 1 жовтня 1921 року — 2-й офіцер Адмірал-штабу в штабі командувача ВМС в Північному морі. З 27 вересня 1923 року — референт торпедної інспекції. З 29 вересня 1926 року — 1-й офіцер крейсера «Амазон». 28 вересня 1928 року переведений в Морське керівництво референтом з мінно-загороджувального озброєння. З 28 вересня 1931 року — начальник мінно-загороджувального випробувального командування, одночасно в 1935-37 роках неодноразово виконував обов'язки командувача в Кілі.
31 травня 1937 року призначений інспектором мінно-загороджувального озброєння. 1 вересня 1942 року переведений в розпорядження ОКМ і 19 жовтня призначений обер-верф-директором військово-морських верфей в Сен-Назері. Головним завданням Ротера було здійснення ремонту сил ВМФ, що діють в Атлантиці. 10 травня 1945 року заарештований владою союзників. 26 липня 1947 року звільнений.

## Нагороди
- Залізний хрест 2-го і 1-го класу
- Ганзейський Хрест (Гамбург)
- Королівський орден дому Гогенцоллернів, лицарський хрест з мечами (2 вересня 1918)
- Почесний хрест ветерана війни з мечами
- Медаль «За вислугу років у Вермахті» 4-го, 3-го, 2-го і 1-го класу (25 років)
- Хрест Воєнних заслуг 2-го і 1-го класу з мечами
- Німецький хрест в сріблі (22 вересня 1942)